# Salame abruzzese
Il Salame abruzzese è un tipo di salume abruzzese, e fa parte dei Prodotti agroalimentari tradizionali abruzzesi.